# Giorgio Furlan
Giorgio Furlan (Treviso, 9 de marzo de 1966) es un antiguo ciclista profesional italiano.

## Biografía
Campeón de Italia en Ruta en 1990, Furlan corrió de 1991 a 1993 bajo las órdenes de Giancarlo Ferretti en el equipo Ariostea. En 1992, se adjudicó la Flecha Valona y la Vuelta a Suiza (delante de Gianni Bugno y Greg Lemond). Fichó por el Gewiss en 1994, y ganó la Tirreno-Adriático, la Milán-Sanremo y el Criterium Internacional.

## Palmarés
| 1989 - 3.º en el Campeonato de Italia Contrarreloj 1990 - Campeonato de Italia en Ruta - Gran Premio Ciudad de Camaiore 1991 - Coppa Bernocchi 1992 - Vuelta a Suiza, más 1 etapa - Giro de Toscana - Flecha Valona - 1 etapa del Criterium Internacional - 1 etapa del Giro de Italia | 1993 - GP Farra d'Alpago - 1 etapa del Giro de Italia - 1 etapa de la Vuelta a Suiza 1994 - Milán-Sanremo - Trofeo Pantalica - Criterium Internacional, más 1 etapa - Tirreno-Adriático, más 3 etapas - 1 etapa de la Settimana Coppi e Bartali - 1 etapa del Tour de Romandía 1995 - 1 etapa de la Vuelta a Suiza - 1 etapa de la Vuelta a Galicia |

## Resultados en las Grandes Vueltas y Campeonato del Mundo
| Carrera         | 1990  | 1991 | 1992 | 1993 | 1994 | 1995 | 1996 | 1997 | 1998 |
| --------------- | ----- | ---- | ---- | ---- | ---- | ---- | ---- | ---- | ---- |
| Giro de Italia  | 126.º | 60.º | 19º  | 12º  | Ab.  | 34º  | Ab.  | -    | 62.º |
| Tour de Francia | -     | -    | -    | -    | 58.º | -    | -    | 74.º | -    |
| Vuelta a España | -     | -    | -    | -    | -    | Ab.  | 43.º | 78.º | -    |
| Mundial en Ruta | -̈     | -    | Ab.  | -    | 22º  | -    | -    | -    | -    |

-: no participa

Ab.: abandono